# Ryan Kelley

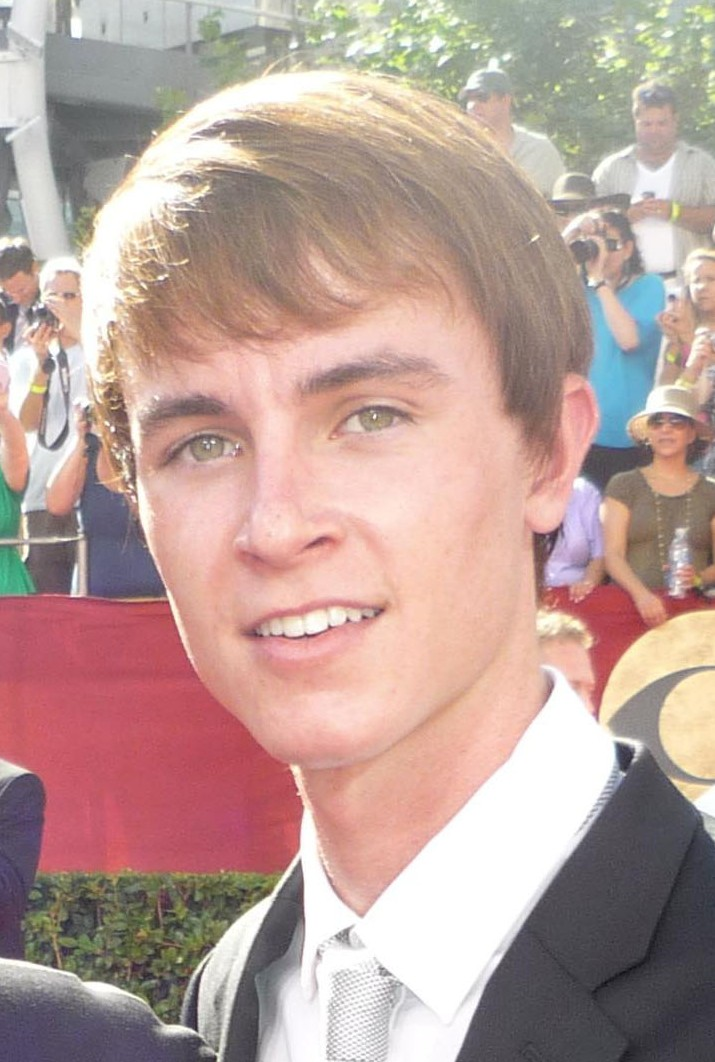
Ryan Kelley (2009)

Ryan Jonathan Kelley (* 31. August 1986 in Putnam Valley, Illinois) ist ein US-amerikanischer Schauspieler.

## Leben
Geboren und aufgewachsen ist er in Glen Ellyn, einem westlichen Vorort von Chicago. Ryan ist der fünftälteste von 15 Geschwistern; neun davon sind adoptiert. Seit seinem zweiten Lebensjahr spielte Kelley in über 50 Werbeauftritten mit.
Ryan Kelley ist vor allem für seine Rollen in Smallville bekannt, in der er den 13-jährigen Ryan James spielt. In den USA wurde er mit seiner Rolle als Ben Tennyson in Ben 10: Alien Swarm für das Cartoon Network bekannt. Er hatte eine größere Rolle in dem Stolen Summer, der während der Dokumentarreihe Project Greenlight entstand.
2006 hatte er eine Rolle im Film Letters from Iwo Jima, und in Prayers for Bobby, der seine Premiere bei Lifetime am 24. Januar 2009 hatte. Zwischen 2014 und 2017 hatte er die Nebenrolle des Deputy Jordan Parrish in der MTV-Fernsehserie Teen Wolf inne, welche er im 2023 erschienenen Film Teen Wolf: The Movie, welcher eine Fortsetzung zu der Serie darstellt, erneut übernahm.

## Filmografie (Auswahl)
- 1995: Roommates
- 2002: Stolen Summer – Der letzte Sommer (Stolen Summer)
- 2002: Stray Dogs
- 2002: Smallville (Fernsehserie, 2 Episoden)
- 2004: The Dust Factory – Die Staubfabrik
- 2004: Mean Creek
- 2005: Boston Legal (Fernsehserie, Episode 1x16)
- 2006: Outlaw Trail: The Treasure of Butch Cassidy
- 2006: Still Green
- 2009: Cold Case – Kein Opfer ist je vergessen (Cold Case, Fernsehserie, Episode 5x12)
- 2008: Terminator: The Sarah Connor Chronicles (Fernsehserie, Episode 1x09)
- 2009: Prayers for Bobby
- 2009: Ghost Whisperer – Stimmen aus dem Jenseits (Ghost Whisperer, Fernsehserie, Episode 4x11)
- 2009: Mending Fences
- 2009: Law & Order: Special Victims Unit (Fernsehserie, Episode 11x07)
- 2009: Ben 10: Alien Swarm (Fernsehfilm)
- 2012: Sexting in Suburbia
- 2013: Twisted Tales (Fernsehserie, Episode 1x05)
- 2014–2017: Teen Wolf (Fernsehserie, 46 Episoden)
- 2015: War Pigs
- 2016: Lucifer
- 2017: Realms
- 2018: Navy CIS: L.A. (NCIS: Los Angeles, Fernsehserie, Episode 9x16)
- 2019: Die Weihnachtskönigin – (K)ein Like zum Fest (A Beauty & the Beast Christmas)
- 2023: Teen Wolf: The Movie